# Оверята
Оверята (на руски: Оверята) е селище от градски тип в Русия, разположено в Краснокамски район, Пермски край. Населението му към 1 януари 2018 година е 5164 души.